# Sinfonia "Il Fiume" (Andriessen)
Sinfonia "Il Fiume" is een compositie voor harmonieorkest van Jurriaan Andriessen. Andriessen kreeg de opdracht voor deze compositie van het Bumafonds, de VARA radio, het Wereld Muziek Concours (WMC) in Kerkrade en muziekuitgeverij Molenaar uit Wormerveer ter gelegenheid van het Wereld Muziek Concours in Kerkrade in 1985. De première van dit werk vond plaats tijdens op 9 december 1984 in Weert door het Harmonieorkest St. Michaël Thorn onder leiding van Norbert Nozy.